# 新西爾基 (卡明-卡希爾斯基區)
51°13′13″N 25°47′2″E / 51.22028°N 25.78389°E
新西爾基（烏克蘭語：Новосілки）是位於烏克蘭西北部的村莊，由沃倫州卡明-卡希爾斯基區的馬內維奇市鎮負責管轄。該村始建於1577年，面積1.58平方公里，海拔高度172米，2001年人口484，人口密度每平方公里306.33人。